# نقره‌داغ
نقره‌داغ فیلمی به کارگردانی ایرج قادری و نویسندگی سعید مطلبی محصول سال ۱۳۵۰ است.

## خلاصه داستان
غلام (امین امینی) طی درگیری با حیدر (ایرج قادری) وقتی می‌خواست چاقو را بر بدن او فروکند به‌طور ناخواسته پدر حیدر، مرشد زمان را زخمی می‌کند که طی این درگیری پدر حیدر علیل شده و در بستر رختخواب زمین گیر می‌شود. طاهر (ناصر ملک‌مطیعی) که فردی لوطی مسلک است به خانه غلام می‌رود و او را به صورت خفت خواری در برابر مردم از خانه اش بیرون آورده و تحویل قانون می‌دهد. غلام بعد از سه سال از زندان آزاد می‌شود و در خانه اش که بابت آزادی او مهمانی برپا شده‌است در برابر بقیه می‌گوید که دیگر نمی‌خواهد کاری کند که دوباره به زندان برگردد ولی کاری می‌کند آنها نقره داغ شوند. اعظم (سپیده)، خواهر حیدر خاطر طاهر را می‌خواهد و طاهر هم به او علاقمند است و هدایایی به اعظم داده‌است که وقتی حیدر متوجه می‌شود مرد غریبه‌ای هدایایی به اعظم داده‌است با او درگیر شدیدی پیدا می‌کند که با وساطت طاهر ختم به خیر می‌شود. غلام پیرزنی را اجیر می‌کند، پیرزن به پیش اعظم می‌رود و با بیان اینکه ممکن است طاهر در تصمیم خود مبنی بر ازدواج با او دودل باشد از او می‌خواهد شب مخفیانه با او به خانه ای برود تا فردی که جادو و سحر بلد است کاری کند تا طاهر هر چه سریعتر برای وصلت با او به سراغش بیاید. اعظم وقتی با پیرزن به خانه ای می‌رود متوجه می‌شود در دام غلام افتاده‌است و غلام او را بی حیثیت می‌کند. فردا حیدر و طاهر به دنبال اعظم می‌گردند ولی نشانه ای از او پیدا نمی‌کنند اواخر شب اعظم به خانه طاهر می‌رود، طاهر تنهاست و مادرش بیرون است، اعظم از طاهر می‌خواهد او را پناه دهد و طاهر او را به خانه راه می‌دهد. چند نفر همسایه از بالای پشت بام متوجه حضور تنهای اعظم و طاهر در خانه می‌شوند و اهل محل را خبر می‌کنند، در آخر هم به سراغ حیدر می‌روند و موضوع را به او می‌گویند. حیدر که غیرتی شده‌است به درب خانه طاهر می‌رود و بعد از سررسیدن مادر طاهر، وقتی می‌خواهد به خانه وارد شود به همه ثابت می‌شود که اعظم با طاهر در خانه بایکدیگر هستند. مادر طاهر او را رها کرده و به خانه حیدر می‌رود. حیدر در چاردانگه بازار منتظر طاهر می‌ماند تا با طاهر به خاطر این موضوع ناموسی تسویه حساب کند. وقتی همه جمع شده‌اند طاهر هم می‌آید، در ابتدا حیدر چند ضربه به طاهر وارد می‌کند و چاقویی که زیاد تأثیری روی بنیه طاهر نداشت بر او وارد می‌کند، در این هنگام اعظم خود را می‌رساند و قضیه بی حیثیت شدن خود را بدست یک نامرد عنوان می‌کند ومی گوید که طاهر هیچ تقصیری ندارد. در این بین، برادر غلام که از قضیه خبر دارد غلام را که در جمع حاضر است صدا می‌زند و می‌گوید حقیقت را بیان کند. بعد از اینکه غلام ماجرا را در جمع عنوان می‌کند، حیدر قصد کشتن او را می‌کند که طاهر او را منع می‌کند و می‌گوید خودش باید به حساب او برسد. طی درگیری طاهر با غلام، ناغافل حیدر از پشت چاقویی به غلام می‌زند که باعث مرگ غلام می‌شود و در آخر هم حیدر چاقو را بر بدن خود فرومی‌کند و خودکشی می‌کند.

## بازیگران
- ناصر ملک‌مطیعی
- امین امینی
- ایرج قادری
- سپیده
- بهزاد فراهانی